# Rajkowy (gromada)
Rajkowy – dawna gromada, czyli najmniejsza jednostka podziału terytorialnego Polskiej Rzeczypospolitej Ludowej w latach 1954–1972.
Gromady, z gromadzkimi radami narodowymi (GRN) jako organami władzy najniższego stopnia na wsi, funkcjonowały od reformy reorganizującej administrację wiejską przeprowadzonej jesienią 1954 do momentu ich zniesienia z dniem 1 stycznia 1973, tym samym wypierając organizację gminną w latach 1954–1972.
Gromadę Rajkowy z siedzibą GRN w Rajkowach utworzono – jako jedną z 8759 gromad na obszarze Polski – w powiecie tczewskim w woj. gdańskim na mocy uchwały nr 25/III/54 WRN w Gdańsku z dnia 5 października 1954. W skład jednostki wszedł obszar dotychczasowej gromady Rajkowy ze zniesionej gminy Pelplin oraz obszar parcel kat. od Nr 14 do 28 z obrębu Radostowo (karta mapy 5) z dotychczasowej gromady Radostowo ze zniesionej gminy Subkowy w tymże powiecie. Dla gromady ustalono 11 członków gromadzkiej rady narodowej.
Na mocy uchwały Nr 9/XI/56 WRN w Gdańsku z 16 maja 1956, zatwierdzonej uchwałą Nr 559/56 Rady Ministrów z 11 września 1956, z gromady Rajkowy wyłączono obszar parcel kat. Nr Nr 14, 15, 17-28 i 32/16 (karta mapy Nr 5, obręb kat. Radostowo) i włączony do gromady Subkowy w tymże powiecie.
1 stycznia 1960 gromadę zniesiono, a jej obszar włączono do gromady Rożental (z siedzibą w Pelplinie) w tymże powiecie.